# Europsko prvenstvo u vaterpolu – Barcelona 2018.
Europsko prvenstvo u vaterpolu – Barcelona 2018. 33. je izdanje ovog natjecanja koje se održalo u Barceloni od 16. do 28. srpnja 2018. godine. Drugi put se vaterpolsko EP održalo u Barceloni, prvi put je bio 1970. godine.
Svoj četvrti uzastopni naslov osvojila je reprezentacija Srbije.

## Turnir
Ždrijeb skupina održan je 7. ožujka 2018. godine.

### Skupina A
| Nadnevak   | 1. momčad | Ishod | 2. momčad |
| ---------- | --------- | ----- | --------- |
| 16. srpnja | Gruzija   | 5:12  | Mađarska  |
|            | Njemačka  | 1:14  | Italija   |
| 18. srpnja | Njemačka  | 10:9  | Gruzija   |
|            | Mađarska  | 5:12  | Italija   |
| 20. srpnja | Njemačka  | 4:4   | Mađarska  |
|            | Gruzija   | 3:14  | Italija   |

|    | Tablica  | I | Pob. | Ner. | Por. | Pos. P | Prim. P | RP  | Bodovi |
| -- | -------- | - | ---- | ---- | ---- | ------ | ------- | --- | ------ |
| 1. | Italija  | 3 | 3    | 0    | 0    | 40     | 9       | +31 | 9      |
| 2. | Mađarska | 3 | 1    | 1    | 1    | 21     | 21      | 0   | 4      |
| 3. | Njemačka | 3 | 1    | 1    | 1    | 15     | 27      | -12 | 4      |
| 4. | Gruzija  | 3 | 0    | 0    | 3    | 17     | 38      | -21 | 0      |

| Nadnevak   | 1. momčad  | Ishod | 2. momčad  |
| ---------- | ---------- | ----- | ---------- |
| 16. srpnja | Crna Gora  | 8:6   | Francuska  |
|            | Malta      | 4:21  | Španjolska |
| 18. srpnja | Crna Gora  | 17:5  | Malta      |
|            | Španjolska | 7:4   | Francuska  |
| 20. srpnja | Malta      | 6:12  | Francuska  |
|            | Crna Gora  | 7:7   | Španjolska |

|    | Tablica    | I | Pob. | Ner. | Por. | Pos. P | Prim. P | RP  | Bodovi |
| -- | ---------- | - | ---- | ---- | ---- | ------ | ------- | --- | ------ |
| 1. | Španjolska | 3 | 2    | 1    | 0    | 35     | 15      | +20 | 7      |
| 2. | Crna Gora  | 3 | 2    | 1    | 0    | 32     | 18      | +14 | 7      |
| 3. | Francuska  | 3 | 1    | 0    | 2    | 22     | 21      | +1  | 3      |
| 4. | Malta      | 3 | 0    | 0    | 3    | 15     | 50      | -35 | 0      |

| Nadnevak   | 1. momčad | Ishod | 2. momčad  |
| ---------- | --------- | ----- | ---------- |
| 16. srpnja | Turska    | 1:27  | Grčka      |
|            | Hrvatska  | 15:8  | Nizozemska |
| 18. srpnja | Hrvatska  | 23:2  | Turska     |
|            | Grčka     | 12:7  | Nizozemska |
| 20. srpnja | Turska    | 5:22  | Nizozemska |
|            | Hrvatska  | 11:7  | Grčka      |

|    | Tablica    | I | Pob. | Ner. | Por. | Pos. P | Prim. P | RP  | Bodovi |
| -- | ---------- | - | ---- | ---- | ---- | ------ | ------- | --- | ------ |
| 1. | Hrvatska   | 3 | 3    | 0    | 0    | 49     | 17      | +32 | 9      |
| 2. | Grčka      | 3 | 2    | 0    | 1    | 46     | 19      | +27 | 6      |
| 3. | Nizozemska | 3 | 1    | 0    | 2    | 37     | 32      | +5  | 3      |
| 4. | Turska     | 3 | 0    | 0    | 3    | 8      | 72      | -64 | 0      |

| Nadnevak   | 1. momčad | Ishod | 2. momčad |
| ---------- | --------- | ----- | --------- |
| 16. srpnja | Rusija    | 12:6  | Slovačka  |
|            | Srbija    | 11:5  | Rumunjska |
| 18. srpnja | Rumunjska | 9:5   | Slovačka  |
|            | Rusija    | 9:11  | Srbija    |
| 20. srpnja | Srbija    | 13:5  | Slovačka  |
|            | Rusija    | 12:7  | Rumunjska |

|    | Tablica   | I | Pob. | Ner. | Por. | Pos. P | Prim. P | RP  | Bodovi |
| -- | --------- | - | ---- | ---- | ---- | ------ | ------- | --- | ------ |
| 1. | Srbija    | 3 | 3    | 0    | 0    | 35     | 19      | +16 | 9      |
| 2. | Rusija    | 3 | 2    | 0    | 1    | 33     | 24      | +9  | 6      |
| 3. | Rumunjska | 3 | 1    | 0    | 2    | 21     | 28      | -7  | 3      |
| 4. | Slovačka  | 3 | 0    | 0    | 3    | 16     | 34      | -18 | 0      |

|  | Krnja šesnaestina završnice | Krnja šesnaestina završnice |            |            | Četvrtzavršnica | Četvrtzavršnica |            |                     | Poluzavršnica       | Poluzavršnica |  |  | Završnica | Završnica |
|  |                             |                             |            |            |                 |                 |            |                     |                     |               |  |  |           |           |
|  |                             |                             |            |            | 24. srpnja      |                 |            |                     |                     |               |  |  |           |           |
|  | 22. srpnja                  |                             |            |            |                 |                 |            |                     |                     |               |  |  |           |           |
|  | Srbija                      | 8                           |            |            |                 |                 |            |                     |                     |               |  |  |           |           |
|  | Srbija                      | 8                           | Mađarska   | 12         | 26. srpnja      | 26. srpnja      |            |                     |                     |               |  |  |           |           |
|  |                             | Mađarska                    | Mađarska   | 12         | 26. srpnja      | 26. srpnja      | 5          |                     |                     |               |  |  |           |           |
|  | Nizozemska                  | Mađarska                    | 9          |            | Srbija          | 9               | 5          |                     |                     |               |  |  |           |           |
|  | Nizozemska                  | 24. srpnja                  | 9          |            | Srbija          | 9               |            |                     |                     |               |  |  |           |           |
|  | 22. srpnja                  | 22. srpnja                  |            | Hrvatska   | 7               |                 |            |                     |                     |               |  |  |           |           |
|  | 22. srpnja                  | 22. srpnja                  | Hrvatska   | Hrvatska   | 7               | 9               |            |                     |                     |               |  |  |           |           |
|  | Crna Gora                   | 15                          | Hrvatska   |            |                 | 9               | 28. srpnja | 28. srpnja          |                     |               |  |  |           |           |
|  | Crna Gora                   | 15                          |            | Crna Gora  | 7               |                 | 28. srpnja | 28. srpnja          |                     |               |  |  |           |           |
|  | Rumunjska                   | 5                           |            | Crna Gora  | 7               | Srbija          | 7 (5)      |                     |                     |               |  |  |           |           |
|  | Rumunjska                   | 5                           | 24. srpnja |            |                 | Srbija          | 7 (5)      |                     |                     |               |  |  |           |           |
|  | 22. srpnja                  | 22. srpnja                  |            | Španjolska | 7 (3)           |                 |            |                     |                     |               |  |  |           |           |
|  | 22. srpnja                  | 22. srpnja                  | Španjolska | Španjolska | 7 (3)           | 10              |            |                     |                     |               |  |  |           |           |
|  | Njemačka                    | 5                           | Španjolska | 26. srpnja | 26. srpnja      | 10              |            |                     |                     |               |  |  |           |           |
|  | Njemačka                    | 5                           |            | 26. srpnja | 26. srpnja      | Grčka           | 6          |                     |                     |               |  |  |           |           |
|  | Grčka                       | 13                          |            | Španjolska | 8               | Grčka           | 6          | Za brončano odličje | Za brončano odličje |               |  |  |           |           |
|  | Grčka                       | 13                          | 24. srpnja | Španjolska | 8               |                 |            | Za brončano odličje | Za brončano odličje |               |  |  |           |           |
|  | 22. srpnja                  | 22. srpnja                  |            | Italija    | 7               |                 | 28. srpnja | 28. srpnja          |                     |               |  |  |           |           |
|  | 22. srpnja                  | 22. srpnja                  | Italija    | Italija    | 7               | 11              | 28. srpnja | 28. srpnja          |                     |               |  |  |           |           |
|  | Francuska                   | 9                           | Italija    |            |                 | 11              | Hrvatska   | 10                  |                     |               |  |  |           |           |
|  | Francuska                   | 9                           |            | Rusija     | 1               |                 | Hrvatska   | 10                  |                     |               |  |  |           |           |
|  | Rusija                      | 12                          |            | Rusija     | 1               | Italija         | 8          |                     |                     |               |  |  |           |           |
|  | Rusija                      | 12                          |            |            |                 | Italija         | 8          |                     |                     |               |  |  |           |           |

| Pobjednici         |
| ------------------ |
| Srbija Peti naslov |

| Europska prvenstva u vaterpolu | Europska prvenstva u vaterpolu |
| --- | ------------------------------ |
| |                                |
| Budimpešta 1926. • Bologna 1927. • Pariz 1931. • Magdeburg 1934. • London 1938. • Monte Carlo 1947. • Beč 1950. • Torino 1954. • Budimpešta 1958. • Leipzig 1962. • Utrecht 1966. • Barcelona 1970. • Beč 1974. • Jonköping 1977. • Split 1981. • Rim 1983. • Sofija 1985. • Strasbourg 1987. • Bonn 1989. • Atena 1991. • Sheffield 1993. • Beč 1995. • Sevilla 1997. • Firenca 1999. • Budimpešta 2001. • Kranj 2003. • Beograd 2006. • Malaga 2008. • Zagreb 2010. • Eindhoven 2012. • Budimpešta 2014. • Beograd 2016. • Barcelona 2018. • Budimpešta 2020. • Split 2022. • Zagreb i Dubrovnik 2024. |                                |

| Europska prvenstva u vaterpolu | Europska prvenstva u vaterpolu |
| --- | ------------------------------ |
| |                                |
| Budimpešta 1926. • Bologna 1927. • Pariz 1931. • Magdeburg 1934. • London 1938. • Monte Carlo 1947. • Beč 1950. • Torino 1954. • Budimpešta 1958. • Leipzig 1962. • Utrecht 1966. • Barcelona 1970. • Beč 1974. • Jonköping 1977. • Split 1981. • Rim 1983. • Sofija 1985. • Strasbourg 1987. • Bonn 1989. • Atena 1991. • Sheffield 1993. • Beč 1995. • Sevilla 1997. • Firenca 1999. • Budimpešta 2001. • Kranj 2003. • Beograd 2006. • Malaga 2008. • Zagreb 2010. • Eindhoven 2012. • Budimpešta 2014. • Beograd 2016. • Barcelona 2018. • Budimpešta 2020. • Split 2022. • Zagreb i Dubrovnik 2024. |                                |

| Nadnevak   | 1. momčad | Ishod | 2. momčad |
| ---------- | --------- | ----- | --------- |
| 16. srpnja | Rusija    | 12:6  | Slovačka  |
|            | Srbija    | 11:5  | Rumunjska |
| 18. srpnja | Rumunjska | 9:5   | Slovačka  |
|            | Rusija    | 9:11  | Srbija    |
| 20. srpnja | Srbija    | 13:5  | Slovačka  |
|            | Rusija    | 12:7  | Rumunjska |

|    | Tablica   | I | Pob. | Ner. | Por. | Pos. P | Prim. P | RP  | Bodovi |
| -- | --------- | - | ---- | ---- | ---- | ------ | ------- | --- | ------ |
| 1. | Srbija    | 3 | 3    | 0    | 0    | 35     | 19      | +16 | 9      |
| 2. | Rusija    | 3 | 2    | 0    | 1    | 33     | 24      | +9  | 6      |
| 3. | Rumunjska | 3 | 1    | 0    | 2    | 21     | 28      | -7  | 3      |
| 4. | Slovačka  | 3 | 0    | 0    | 3    | 16     | 34      | -18 | 0      |

|  | Krnja šesnaestina završnice | Krnja šesnaestina završnice |            |            | Četvrtzavršnica | Četvrtzavršnica |            |                     | Poluzavršnica       | Poluzavršnica |  |  | Završnica | Završnica |
|  |                             |                             |            |            |                 |                 |            |                     |                     |               |  |  |           |           |
|  |                             |                             |            |            | 24. srpnja      |                 |            |                     |                     |               |  |  |           |           |
|  | 22. srpnja                  |                             |            |            |                 |                 |            |                     |                     |               |  |  |           |           |
|  | Srbija                      | 8                           |            |            |                 |                 |            |                     |                     |               |  |  |           |           |
|  | Srbija                      | 8                           | Mađarska   | 12         | 26. srpnja      | 26. srpnja      |            |                     |                     |               |  |  |           |           |
|  |                             | Mađarska                    | Mađarska   | 12         | 26. srpnja      | 26. srpnja      | 5          |                     |                     |               |  |  |           |           |
|  | Nizozemska                  | Mađarska                    | 9          |            | Srbija          | 9               | 5          |                     |                     |               |  |  |           |           |
|  | Nizozemska                  | 24. srpnja                  | 9          |            | Srbija          | 9               |            |                     |                     |               |  |  |           |           |
|  | 22. srpnja                  | 22. srpnja                  |            | Hrvatska   | 7               |                 |            |                     |                     |               |  |  |           |           |
|  | 22. srpnja                  | 22. srpnja                  | Hrvatska   | Hrvatska   | 7               | 9               |            |                     |                     |               |  |  |           |           |
|  | Crna Gora                   | 15                          | Hrvatska   |            |                 | 9               | 28. srpnja | 28. srpnja          |                     |               |  |  |           |           |
|  | Crna Gora                   | 15                          |            | Crna Gora  | 7               |                 | 28. srpnja | 28. srpnja          |                     |               |  |  |           |           |
|  | Rumunjska                   | 5                           |            | Crna Gora  | 7               | Srbija          | 7 (5)      |                     |                     |               |  |  |           |           |
|  | Rumunjska                   | 5                           | 24. srpnja |            |                 | Srbija          | 7 (5)      |                     |                     |               |  |  |           |           |
|  | 22. srpnja                  | 22. srpnja                  |            | Španjolska | 7 (3)           |                 |            |                     |                     |               |  |  |           |           |
|  | 22. srpnja                  | 22. srpnja                  | Španjolska | Španjolska | 7 (3)           | 10              |            |                     |                     |               |  |  |           |           |
|  | Njemačka                    | 5                           | Španjolska | 26. srpnja | 26. srpnja      | 10              |            |                     |                     |               |  |  |           |           |
|  | Njemačka                    | 5                           |            | 26. srpnja | 26. srpnja      | Grčka           | 6          |                     |                     |               |  |  |           |           |
|  | Grčka                       | 13                          |            | Španjolska | 8               | Grčka           | 6          | Za brončano odličje | Za brončano odličje |               |  |  |           |           |
|  | Grčka                       | 13                          | 24. srpnja | Španjolska | 8               |                 |            | Za brončano odličje | Za brončano odličje |               |  |  |           |           |
|  | 22. srpnja                  | 22. srpnja                  |            | Italija    | 7               |                 | 28. srpnja | 28. srpnja          |                     |               |  |  |           |           |
|  | 22. srpnja                  | 22. srpnja                  | Italija    | Italija    | 7               | 11              | 28. srpnja | 28. srpnja          |                     |               |  |  |           |           |
|  | Francuska                   | 9                           | Italija    |            |                 | 11              | Hrvatska   | 10                  |                     |               |  |  |           |           |
|  | Francuska                   | 9                           |            | Rusija     | 1               |                 | Hrvatska   | 10                  |                     |               |  |  |           |           |
|  | Rusija                      | 12                          |            | Rusija     | 1               | Italija         | 8          |                     |                     |               |  |  |           |           |
|  | Rusija                      | 12                          |            |            |                 | Italija         | 8          |                     |                     |               |  |  |           |           |

| Pobjednici         |
| ------------------ |
| Srbija Peti naslov |

| Europska prvenstva u vaterpolu | Europska prvenstva u vaterpolu |
| --- | ------------------------------ |
| |                                |
| Budimpešta 1926. • Bologna 1927. • Pariz 1931. • Magdeburg 1934. • London 1938. • Monte Carlo 1947. • Beč 1950. • Torino 1954. • Budimpešta 1958. • Leipzig 1962. • Utrecht 1966. • Barcelona 1970. • Beč 1974. • Jonköping 1977. • Split 1981. • Rim 1983. • Sofija 1985. • Strasbourg 1987. • Bonn 1989. • Atena 1991. • Sheffield 1993. • Beč 1995. • Sevilla 1997. • Firenca 1999. • Budimpešta 2001. • Kranj 2003. • Beograd 2006. • Malaga 2008. • Zagreb 2010. • Eindhoven 2012. • Budimpešta 2014. • Beograd 2016. • Barcelona 2018. • Budimpešta 2020. • Split 2022. • Zagreb i Dubrovnik 2024. |                                |

| Europska prvenstva u vaterpolu | Europska prvenstva u vaterpolu |
| --- | ------------------------------ |
| |                                |
| Budimpešta 1926. • Bologna 1927. • Pariz 1931. • Magdeburg 1934. • London 1938. • Monte Carlo 1947. • Beč 1950. • Torino 1954. • Budimpešta 1958. • Leipzig 1962. • Utrecht 1966. • Barcelona 1970. • Beč 1974. • Jonköping 1977. • Split 1981. • Rim 1983. • Sofija 1985. • Strasbourg 1987. • Bonn 1989. • Atena 1991. • Sheffield 1993. • Beč 1995. • Sevilla 1997. • Firenca 1999. • Budimpešta 2001. • Kranj 2003. • Beograd 2006. • Malaga 2008. • Zagreb 2010. • Eindhoven 2012. • Budimpešta 2014. • Beograd 2016. • Barcelona 2018. • Budimpešta 2020. • Split 2022. • Zagreb i Dubrovnik 2024. |                                |

| Nadnevak   | 1. momčad | Ishod | 2. momčad  |
| ---------- | --------- | ----- | ---------- |
| 16. srpnja | Turska    | 1:27  | Grčka      |
|            | Hrvatska  | 15:8  | Nizozemska |
| 18. srpnja | Hrvatska  | 23:2  | Turska     |
|            | Grčka     | 12:7  | Nizozemska |
| 20. srpnja | Turska    | 5:22  | Nizozemska |
|            | Hrvatska  | 11:7  | Grčka      |

|    | Tablica    | I | Pob. | Ner. | Por. | Pos. P | Prim. P | RP  | Bodovi |
| -- | ---------- | - | ---- | ---- | ---- | ------ | ------- | --- | ------ |
| 1. | Hrvatska   | 3 | 3    | 0    | 0    | 49     | 17      | +32 | 9      |
| 2. | Grčka      | 3 | 2    | 0    | 1    | 46     | 19      | +27 | 6      |
| 3. | Nizozemska | 3 | 1    | 0    | 2    | 37     | 32      | +5  | 3      |
| 4. | Turska     | 3 | 0    | 0    | 3    | 8      | 72      | -64 | 0      |

| Nadnevak   | 1. momčad | Ishod | 2. momčad |
| ---------- | --------- | ----- | --------- |
| 16. srpnja | Rusija    | 12:6  | Slovačka  |
|            | Srbija    | 11:5  | Rumunjska |
| 18. srpnja | Rumunjska | 9:5   | Slovačka  |
|            | Rusija    | 9:11  | Srbija    |
| 20. srpnja | Srbija    | 13:5  | Slovačka  |
|            | Rusija    | 12:7  | Rumunjska |

|    | Tablica   | I | Pob. | Ner. | Por. | Pos. P | Prim. P | RP  | Bodovi |
| -- | --------- | - | ---- | ---- | ---- | ------ | ------- | --- | ------ |
| 1. | Srbija    | 3 | 3    | 0    | 0    | 35     | 19      | +16 | 9      |
| 2. | Rusija    | 3 | 2    | 0    | 1    | 33     | 24      | +9  | 6      |
| 3. | Rumunjska | 3 | 1    | 0    | 2    | 21     | 28      | -7  | 3      |
| 4. | Slovačka  | 3 | 0    | 0    | 3    | 16     | 34      | -18 | 0      |

|  | Krnja šesnaestina završnice | Krnja šesnaestina završnice |            |            | Četvrtzavršnica | Četvrtzavršnica |            |                     | Poluzavršnica       | Poluzavršnica |  |  | Završnica | Završnica |
|  |                             |                             |            |            |                 |                 |            |                     |                     |               |  |  |           |           |
|  |                             |                             |            |            | 24. srpnja      |                 |            |                     |                     |               |  |  |           |           |
|  | 22. srpnja                  |                             |            |            |                 |                 |            |                     |                     |               |  |  |           |           |
|  | Srbija                      | 8                           |            |            |                 |                 |            |                     |                     |               |  |  |           |           |
|  | Srbija                      | 8                           | Mađarska   | 12         | 26. srpnja      | 26. srpnja      |            |                     |                     |               |  |  |           |           |
|  |                             | Mađarska                    | Mađarska   | 12         | 26. srpnja      | 26. srpnja      | 5          |                     |                     |               |  |  |           |           |
|  | Nizozemska                  | Mađarska                    | 9          |            | Srbija          | 9               | 5          |                     |                     |               |  |  |           |           |
|  | Nizozemska                  | 24. srpnja                  | 9          |            | Srbija          | 9               |            |                     |                     |               |  |  |           |           |
|  | 22. srpnja                  | 22. srpnja                  |            | Hrvatska   | 7               |                 |            |                     |                     |               |  |  |           |           |
|  | 22. srpnja                  | 22. srpnja                  | Hrvatska   | Hrvatska   | 7               | 9               |            |                     |                     |               |  |  |           |           |
|  | Crna Gora                   | 15                          | Hrvatska   |            |                 | 9               | 28. srpnja | 28. srpnja          |                     |               |  |  |           |           |
|  | Crna Gora                   | 15                          |            | Crna Gora  | 7               |                 | 28. srpnja | 28. srpnja          |                     |               |  |  |           |           |
|  | Rumunjska                   | 5                           |            | Crna Gora  | 7               | Srbija          | 7 (5)      |                     |                     |               |  |  |           |           |
|  | Rumunjska                   | 5                           | 24. srpnja |            |                 | Srbija          | 7 (5)      |                     |                     |               |  |  |           |           |
|  | 22. srpnja                  | 22. srpnja                  |            | Španjolska | 7 (3)           |                 |            |                     |                     |               |  |  |           |           |
|  | 22. srpnja                  | 22. srpnja                  | Španjolska | Španjolska | 7 (3)           | 10              |            |                     |                     |               |  |  |           |           |
|  | Njemačka                    | 5                           | Španjolska | 26. srpnja | 26. srpnja      | 10              |            |                     |                     |               |  |  |           |           |
|  | Njemačka                    | 5                           |            | 26. srpnja | 26. srpnja      | Grčka           | 6          |                     |                     |               |  |  |           |           |
|  | Grčka                       | 13                          |            | Španjolska | 8               | Grčka           | 6          | Za brončano odličje | Za brončano odličje |               |  |  |           |           |
|  | Grčka                       | 13                          | 24. srpnja | Španjolska | 8               |                 |            | Za brončano odličje | Za brončano odličje |               |  |  |           |           |
|  | 22. srpnja                  | 22. srpnja                  |            | Italija    | 7               |                 | 28. srpnja | 28. srpnja          |                     |               |  |  |           |           |
|  | 22. srpnja                  | 22. srpnja                  | Italija    | Italija    | 7               | 11              | 28. srpnja | 28. srpnja          |                     |               |  |  |           |           |
|  | Francuska                   | 9                           | Italija    |            |                 | 11              | Hrvatska   | 10                  |                     |               |  |  |           |           |
|  | Francuska                   | 9                           |            | Rusija     | 1               |                 | Hrvatska   | 10                  |                     |               |  |  |           |           |
|  | Rusija                      | 12                          |            | Rusija     | 1               | Italija         | 8          |                     |                     |               |  |  |           |           |
|  | Rusija                      | 12                          |            |            |                 | Italija         | 8          |                     |                     |               |  |  |           |           |

| Pobjednici         |
| ------------------ |
| Srbija Peti naslov |

| Europska prvenstva u vaterpolu | Europska prvenstva u vaterpolu |
| --- | ------------------------------ |
| |                                |
| Budimpešta 1926. • Bologna 1927. • Pariz 1931. • Magdeburg 1934. • London 1938. • Monte Carlo 1947. • Beč 1950. • Torino 1954. • Budimpešta 1958. • Leipzig 1962. • Utrecht 1966. • Barcelona 1970. • Beč 1974. • Jonköping 1977. • Split 1981. • Rim 1983. • Sofija 1985. • Strasbourg 1987. • Bonn 1989. • Atena 1991. • Sheffield 1993. • Beč 1995. • Sevilla 1997. • Firenca 1999. • Budimpešta 2001. • Kranj 2003. • Beograd 2006. • Malaga 2008. • Zagreb 2010. • Eindhoven 2012. • Budimpešta 2014. • Beograd 2016. • Barcelona 2018. • Budimpešta 2020. • Split 2022. • Zagreb i Dubrovnik 2024. |                                |

| Europska prvenstva u vaterpolu | Europska prvenstva u vaterpolu |
| --- | ------------------------------ |
| |                                |
| Budimpešta 1926. • Bologna 1927. • Pariz 1931. • Magdeburg 1934. • London 1938. • Monte Carlo 1947. • Beč 1950. • Torino 1954. • Budimpešta 1958. • Leipzig 1962. • Utrecht 1966. • Barcelona 1970. • Beč 1974. • Jonköping 1977. • Split 1981. • Rim 1983. • Sofija 1985. • Strasbourg 1987. • Bonn 1989. • Atena 1991. • Sheffield 1993. • Beč 1995. • Sevilla 1997. • Firenca 1999. • Budimpešta 2001. • Kranj 2003. • Beograd 2006. • Malaga 2008. • Zagreb 2010. • Eindhoven 2012. • Budimpešta 2014. • Beograd 2016. • Barcelona 2018. • Budimpešta 2020. • Split 2022. • Zagreb i Dubrovnik 2024. |                                |

| Nadnevak   | 1. momčad | Ishod | 2. momčad |
| ---------- | --------- | ----- | --------- |
| 16. srpnja | Rusija    | 12:6  | Slovačka  |
|            | Srbija    | 11:5  | Rumunjska |
| 18. srpnja | Rumunjska | 9:5   | Slovačka  |
|            | Rusija    | 9:11  | Srbija    |
| 20. srpnja | Srbija    | 13:5  | Slovačka  |
|            | Rusija    | 12:7  | Rumunjska |

|    | Tablica   | I | Pob. | Ner. | Por. | Pos. P | Prim. P | RP  | Bodovi |
| -- | --------- | - | ---- | ---- | ---- | ------ | ------- | --- | ------ |
| 1. | Srbija    | 3 | 3    | 0    | 0    | 35     | 19      | +16 | 9      |
| 2. | Rusija    | 3 | 2    | 0    | 1    | 33     | 24      | +9  | 6      |
| 3. | Rumunjska | 3 | 1    | 0    | 2    | 21     | 28      | -7  | 3      |
| 4. | Slovačka  | 3 | 0    | 0    | 3    | 16     | 34      | -18 | 0      |

|  | Krnja šesnaestina završnice | Krnja šesnaestina završnice |            |            | Četvrtzavršnica | Četvrtzavršnica |            |                     | Poluzavršnica       | Poluzavršnica |  |  | Završnica | Završnica |
|  |                             |                             |            |            |                 |                 |            |                     |                     |               |  |  |           |           |
|  |                             |                             |            |            | 24. srpnja      |                 |            |                     |                     |               |  |  |           |           |
|  | 22. srpnja                  |                             |            |            |                 |                 |            |                     |                     |               |  |  |           |           |
|  | Srbija                      | 8                           |            |            |                 |                 |            |                     |                     |               |  |  |           |           |
|  | Srbija                      | 8                           | Mađarska   | 12         | 26. srpnja      | 26. srpnja      |            |                     |                     |               |  |  |           |           |
|  |                             | Mađarska                    | Mađarska   | 12         | 26. srpnja      | 26. srpnja      | 5          |                     |                     |               |  |  |           |           |
|  | Nizozemska                  | Mađarska                    | 9          |            | Srbija          | 9               | 5          |                     |                     |               |  |  |           |           |
|  | Nizozemska                  | 24. srpnja                  | 9          |            | Srbija          | 9               |            |                     |                     |               |  |  |           |           |
|  | 22. srpnja                  | 22. srpnja                  |            | Hrvatska   | 7               |                 |            |                     |                     |               |  |  |           |           |
|  | 22. srpnja                  | 22. srpnja                  | Hrvatska   | Hrvatska   | 7               | 9               |            |                     |                     |               |  |  |           |           |
|  | Crna Gora                   | 15                          | Hrvatska   |            |                 | 9               | 28. srpnja | 28. srpnja          |                     |               |  |  |           |           |
|  | Crna Gora                   | 15                          |            | Crna Gora  | 7               |                 | 28. srpnja | 28. srpnja          |                     |               |  |  |           |           |
|  | Rumunjska                   | 5                           |            | Crna Gora  | 7               | Srbija          | 7 (5)      |                     |                     |               |  |  |           |           |
|  | Rumunjska                   | 5                           | 24. srpnja |            |                 | Srbija          | 7 (5)      |                     |                     |               |  |  |           |           |
|  | 22. srpnja                  | 22. srpnja                  |            | Španjolska | 7 (3)           |                 |            |                     |                     |               |  |  |           |           |
|  | 22. srpnja                  | 22. srpnja                  | Španjolska | Španjolska | 7 (3)           | 10              |            |                     |                     |               |  |  |           |           |
|  | Njemačka                    | 5                           | Španjolska | 26. srpnja | 26. srpnja      | 10              |            |                     |                     |               |  |  |           |           |
|  | Njemačka                    | 5                           |            | 26. srpnja | 26. srpnja      | Grčka           | 6          |                     |                     |               |  |  |           |           |
|  | Grčka                       | 13                          |            | Španjolska | 8               | Grčka           | 6          | Za brončano odličje | Za brončano odličje |               |  |  |           |           |
|  | Grčka                       | 13                          | 24. srpnja | Španjolska | 8               |                 |            | Za brončano odličje | Za brončano odličje |               |  |  |           |           |
|  | 22. srpnja                  | 22. srpnja                  |            | Italija    | 7               |                 | 28. srpnja | 28. srpnja          |                     |               |  |  |           |           |
|  | 22. srpnja                  | 22. srpnja                  | Italija    | Italija    | 7               | 11              | 28. srpnja | 28. srpnja          |                     |               |  |  |           |           |
|  | Francuska                   | 9                           | Italija    |            |                 | 11              | Hrvatska   | 10                  |                     |               |  |  |           |           |
|  | Francuska                   | 9                           |            | Rusija     | 1               |                 | Hrvatska   | 10                  |                     |               |  |  |           |           |
|  | Rusija                      | 12                          |            | Rusija     | 1               | Italija         | 8          |                     |                     |               |  |  |           |           |
|  | Rusija                      | 12                          |            |            |                 | Italija         | 8          |                     |                     |               |  |  |           |           |

| Pobjednici         |
| ------------------ |
| Srbija Peti naslov |

| Europska prvenstva u vaterpolu | Europska prvenstva u vaterpolu |
| --- | ------------------------------ |
| |                                |
| Budimpešta 1926. • Bologna 1927. • Pariz 1931. • Magdeburg 1934. • London 1938. • Monte Carlo 1947. • Beč 1950. • Torino 1954. • Budimpešta 1958. • Leipzig 1962. • Utrecht 1966. • Barcelona 1970. • Beč 1974. • Jonköping 1977. • Split 1981. • Rim 1983. • Sofija 1985. • Strasbourg 1987. • Bonn 1989. • Atena 1991. • Sheffield 1993. • Beč 1995. • Sevilla 1997. • Firenca 1999. • Budimpešta 2001. • Kranj 2003. • Beograd 2006. • Malaga 2008. • Zagreb 2010. • Eindhoven 2012. • Budimpešta 2014. • Beograd 2016. • Barcelona 2018. • Budimpešta 2020. • Split 2022. • Zagreb i Dubrovnik 2024. |                                |

| Europska prvenstva u vaterpolu | Europska prvenstva u vaterpolu |
| --- | ------------------------------ |
| |                                |
| Budimpešta 1926. • Bologna 1927. • Pariz 1931. • Magdeburg 1934. • London 1938. • Monte Carlo 1947. • Beč 1950. • Torino 1954. • Budimpešta 1958. • Leipzig 1962. • Utrecht 1966. • Barcelona 1970. • Beč 1974. • Jonköping 1977. • Split 1981. • Rim 1983. • Sofija 1985. • Strasbourg 1987. • Bonn 1989. • Atena 1991. • Sheffield 1993. • Beč 1995. • Sevilla 1997. • Firenca 1999. • Budimpešta 2001. • Kranj 2003. • Beograd 2006. • Malaga 2008. • Zagreb 2010. • Eindhoven 2012. • Budimpešta 2014. • Beograd 2016. • Barcelona 2018. • Budimpešta 2020. • Split 2022. • Zagreb i Dubrovnik 2024. |                                |

| Nadnevak   | 1. momčad  | Ishod | 2. momčad  |
| ---------- | ---------- | ----- | ---------- |
| 16. srpnja | Crna Gora  | 8:6   | Francuska  |
|            | Malta      | 4:21  | Španjolska |
| 18. srpnja | Crna Gora  | 17:5  | Malta      |
|            | Španjolska | 7:4   | Francuska  |
| 20. srpnja | Malta      | 6:12  | Francuska  |
|            | Crna Gora  | 7:7   | Španjolska |

|    | Tablica    | I | Pob. | Ner. | Por. | Pos. P | Prim. P | RP  | Bodovi |
| -- | ---------- | - | ---- | ---- | ---- | ------ | ------- | --- | ------ |
| 1. | Španjolska | 3 | 2    | 1    | 0    | 35     | 15      | +20 | 7      |
| 2. | Crna Gora  | 3 | 2    | 1    | 0    | 32     | 18      | +14 | 7      |
| 3. | Francuska  | 3 | 1    | 0    | 2    | 22     | 21      | +1  | 3      |
| 4. | Malta      | 3 | 0    | 0    | 3    | 15     | 50      | -35 | 0      |

| Nadnevak   | 1. momčad | Ishod | 2. momčad  |
| ---------- | --------- | ----- | ---------- |
| 16. srpnja | Turska    | 1:27  | Grčka      |
|            | Hrvatska  | 15:8  | Nizozemska |
| 18. srpnja | Hrvatska  | 23:2  | Turska     |
|            | Grčka     | 12:7  | Nizozemska |
| 20. srpnja | Turska    | 5:22  | Nizozemska |
|            | Hrvatska  | 11:7  | Grčka      |

|    | Tablica    | I | Pob. | Ner. | Por. | Pos. P | Prim. P | RP  | Bodovi |
| -- | ---------- | - | ---- | ---- | ---- | ------ | ------- | --- | ------ |
| 1. | Hrvatska   | 3 | 3    | 0    | 0    | 49     | 17      | +32 | 9      |
| 2. | Grčka      | 3 | 2    | 0    | 1    | 46     | 19      | +27 | 6      |
| 3. | Nizozemska | 3 | 1    | 0    | 2    | 37     | 32      | +5  | 3      |
| 4. | Turska     | 3 | 0    | 0    | 3    | 8      | 72      | -64 | 0      |

| Nadnevak   | 1. momčad | Ishod | 2. momčad |
| ---------- | --------- | ----- | --------- |
| 16. srpnja | Rusija    | 12:6  | Slovačka  |
|            | Srbija    | 11:5  | Rumunjska |
| 18. srpnja | Rumunjska | 9:5   | Slovačka  |
|            | Rusija    | 9:11  | Srbija    |
| 20. srpnja | Srbija    | 13:5  | Slovačka  |
|            | Rusija    | 12:7  | Rumunjska |

|    | Tablica   | I | Pob. | Ner. | Por. | Pos. P | Prim. P | RP  | Bodovi |
| -- | --------- | - | ---- | ---- | ---- | ------ | ------- | --- | ------ |
| 1. | Srbija    | 3 | 3    | 0    | 0    | 35     | 19      | +16 | 9      |
| 2. | Rusija    | 3 | 2    | 0    | 1    | 33     | 24      | +9  | 6      |
| 3. | Rumunjska | 3 | 1    | 0    | 2    | 21     | 28      | -7  | 3      |
| 4. | Slovačka  | 3 | 0    | 0    | 3    | 16     | 34      | -18 | 0      |

|  | Krnja šesnaestina završnice | Krnja šesnaestina završnice |            |            | Četvrtzavršnica | Četvrtzavršnica |            |                     | Poluzavršnica       | Poluzavršnica |  |  | Završnica | Završnica |
|  |                             |                             |            |            |                 |                 |            |                     |                     |               |  |  |           |           |
|  |                             |                             |            |            | 24. srpnja      |                 |            |                     |                     |               |  |  |           |           |
|  | 22. srpnja                  |                             |            |            |                 |                 |            |                     |                     |               |  |  |           |           |
|  | Srbija                      | 8                           |            |            |                 |                 |            |                     |                     |               |  |  |           |           |
|  | Srbija                      | 8                           | Mađarska   | 12         | 26. srpnja      | 26. srpnja      |            |                     |                     |               |  |  |           |           |
|  |                             | Mađarska                    | Mađarska   | 12         | 26. srpnja      | 26. srpnja      | 5          |                     |                     |               |  |  |           |           |
|  | Nizozemska                  | Mađarska                    | 9          |            | Srbija          | 9               | 5          |                     |                     |               |  |  |           |           |
|  | Nizozemska                  | 24. srpnja                  | 9          |            | Srbija          | 9               |            |                     |                     |               |  |  |           |           |
|  | 22. srpnja                  | 22. srpnja                  |            | Hrvatska   | 7               |                 |            |                     |                     |               |  |  |           |           |
|  | 22. srpnja                  | 22. srpnja                  | Hrvatska   | Hrvatska   | 7               | 9               |            |                     |                     |               |  |  |           |           |
|  | Crna Gora                   | 15                          | Hrvatska   |            |                 | 9               | 28. srpnja | 28. srpnja          |                     |               |  |  |           |           |
|  | Crna Gora                   | 15                          |            | Crna Gora  | 7               |                 | 28. srpnja | 28. srpnja          |                     |               |  |  |           |           |
|  | Rumunjska                   | 5                           |            | Crna Gora  | 7               | Srbija          | 7 (5)      |                     |                     |               |  |  |           |           |
|  | Rumunjska                   | 5                           | 24. srpnja |            |                 | Srbija          | 7 (5)      |                     |                     |               |  |  |           |           |
|  | 22. srpnja                  | 22. srpnja                  |            | Španjolska | 7 (3)           |                 |            |                     |                     |               |  |  |           |           |
|  | 22. srpnja                  | 22. srpnja                  | Španjolska | Španjolska | 7 (3)           | 10              |            |                     |                     |               |  |  |           |           |
|  | Njemačka                    | 5                           | Španjolska | 26. srpnja | 26. srpnja      | 10              |            |                     |                     |               |  |  |           |           |
|  | Njemačka                    | 5                           |            | 26. srpnja | 26. srpnja      | Grčka           | 6          |                     |                     |               |  |  |           |           |
|  | Grčka                       | 13                          |            | Španjolska | 8               | Grčka           | 6          | Za brončano odličje | Za brončano odličje |               |  |  |           |           |
|  | Grčka                       | 13                          | 24. srpnja | Španjolska | 8               |                 |            | Za brončano odličje | Za brončano odličje |               |  |  |           |           |
|  | 22. srpnja                  | 22. srpnja                  |            | Italija    | 7               |                 | 28. srpnja | 28. srpnja          |                     |               |  |  |           |           |
|  | 22. srpnja                  | 22. srpnja                  | Italija    | Italija    | 7               | 11              | 28. srpnja | 28. srpnja          |                     |               |  |  |           |           |
|  | Francuska                   | 9                           | Italija    |            |                 | 11              | Hrvatska   | 10                  |                     |               |  |  |           |           |
|  | Francuska                   | 9                           |            | Rusija     | 1               |                 | Hrvatska   | 10                  |                     |               |  |  |           |           |
|  | Rusija                      | 12                          |            | Rusija     | 1               | Italija         | 8          |                     |                     |               |  |  |           |           |
|  | Rusija                      | 12                          |            |            |                 | Italija         | 8          |                     |                     |               |  |  |           |           |

| Pobjednici         |
| ------------------ |
| Srbija Peti naslov |

| Europska prvenstva u vaterpolu | Europska prvenstva u vaterpolu |
| --- | ------------------------------ |
| |                                |
| Budimpešta 1926. • Bologna 1927. • Pariz 1931. • Magdeburg 1934. • London 1938. • Monte Carlo 1947. • Beč 1950. • Torino 1954. • Budimpešta 1958. • Leipzig 1962. • Utrecht 1966. • Barcelona 1970. • Beč 1974. • Jonköping 1977. • Split 1981. • Rim 1983. • Sofija 1985. • Strasbourg 1987. • Bonn 1989. • Atena 1991. • Sheffield 1993. • Beč 1995. • Sevilla 1997. • Firenca 1999. • Budimpešta 2001. • Kranj 2003. • Beograd 2006. • Malaga 2008. • Zagreb 2010. • Eindhoven 2012. • Budimpešta 2014. • Beograd 2016. • Barcelona 2018. • Budimpešta 2020. • Split 2022. • Zagreb i Dubrovnik 2024. |                                |

| Europska prvenstva u vaterpolu | Europska prvenstva u vaterpolu |
| --- | ------------------------------ |
| |                                |
| Budimpešta 1926. • Bologna 1927. • Pariz 1931. • Magdeburg 1934. • London 1938. • Monte Carlo 1947. • Beč 1950. • Torino 1954. • Budimpešta 1958. • Leipzig 1962. • Utrecht 1966. • Barcelona 1970. • Beč 1974. • Jonköping 1977. • Split 1981. • Rim 1983. • Sofija 1985. • Strasbourg 1987. • Bonn 1989. • Atena 1991. • Sheffield 1993. • Beč 1995. • Sevilla 1997. • Firenca 1999. • Budimpešta 2001. • Kranj 2003. • Beograd 2006. • Malaga 2008. • Zagreb 2010. • Eindhoven 2012. • Budimpešta 2014. • Beograd 2016. • Barcelona 2018. • Budimpešta 2020. • Split 2022. • Zagreb i Dubrovnik 2024. |                                |

| Nadnevak   | 1. momčad | Ishod | 2. momčad |
| ---------- | --------- | ----- | --------- |
| 16. srpnja | Rusija    | 12:6  | Slovačka  |
|            | Srbija    | 11:5  | Rumunjska |
| 18. srpnja | Rumunjska | 9:5   | Slovačka  |
|            | Rusija    | 9:11  | Srbija    |
| 20. srpnja | Srbija    | 13:5  | Slovačka  |
|            | Rusija    | 12:7  | Rumunjska |

|    | Tablica   | I | Pob. | Ner. | Por. | Pos. P | Prim. P | RP  | Bodovi |
| -- | --------- | - | ---- | ---- | ---- | ------ | ------- | --- | ------ |
| 1. | Srbija    | 3 | 3    | 0    | 0    | 35     | 19      | +16 | 9      |
| 2. | Rusija    | 3 | 2    | 0    | 1    | 33     | 24      | +9  | 6      |
| 3. | Rumunjska | 3 | 1    | 0    | 2    | 21     | 28      | -7  | 3      |
| 4. | Slovačka  | 3 | 0    | 0    | 3    | 16     | 34      | -18 | 0      |

|  | Krnja šesnaestina završnice | Krnja šesnaestina završnice |            |            | Četvrtzavršnica | Četvrtzavršnica |            |                     | Poluzavršnica       | Poluzavršnica |  |  | Završnica | Završnica |
|  |                             |                             |            |            |                 |                 |            |                     |                     |               |  |  |           |           |
|  |                             |                             |            |            | 24. srpnja      |                 |            |                     |                     |               |  |  |           |           |
|  | 22. srpnja                  |                             |            |            |                 |                 |            |                     |                     |               |  |  |           |           |
|  | Srbija                      | 8                           |            |            |                 |                 |            |                     |                     |               |  |  |           |           |
|  | Srbija                      | 8                           | Mađarska   | 12         | 26. srpnja      | 26. srpnja      |            |                     |                     |               |  |  |           |           |
|  |                             | Mađarska                    | Mađarska   | 12         | 26. srpnja      | 26. srpnja      | 5          |                     |                     |               |  |  |           |           |
|  | Nizozemska                  | Mađarska                    | 9          |            | Srbija          | 9               | 5          |                     |                     |               |  |  |           |           |
|  | Nizozemska                  | 24. srpnja                  | 9          |            | Srbija          | 9               |            |                     |                     |               |  |  |           |           |
|  | 22. srpnja                  | 22. srpnja                  |            | Hrvatska   | 7               |                 |            |                     |                     |               |  |  |           |           |
|  | 22. srpnja                  | 22. srpnja                  | Hrvatska   | Hrvatska   | 7               | 9               |            |                     |                     |               |  |  |           |           |
|  | Crna Gora                   | 15                          | Hrvatska   |            |                 | 9               | 28. srpnja | 28. srpnja          |                     |               |  |  |           |           |
|  | Crna Gora                   | 15                          |            | Crna Gora  | 7               |                 | 28. srpnja | 28. srpnja          |                     |               |  |  |           |           |
|  | Rumunjska                   | 5                           |            | Crna Gora  | 7               | Srbija          | 7 (5)      |                     |                     |               |  |  |           |           |
|  | Rumunjska                   | 5                           | 24. srpnja |            |                 | Srbija          | 7 (5)      |                     |                     |               |  |  |           |           |
|  | 22. srpnja                  | 22. srpnja                  |            | Španjolska | 7 (3)           |                 |            |                     |                     |               |  |  |           |           |
|  | 22. srpnja                  | 22. srpnja                  | Španjolska | Španjolska | 7 (3)           | 10              |            |                     |                     |               |  |  |           |           |
|  | Njemačka                    | 5                           | Španjolska | 26. srpnja | 26. srpnja      | 10              |            |                     |                     |               |  |  |           |           |
|  | Njemačka                    | 5                           |            | 26. srpnja | 26. srpnja      | Grčka           | 6          |                     |                     |               |  |  |           |           |
|  | Grčka                       | 13                          |            | Španjolska | 8               | Grčka           | 6          | Za brončano odličje | Za brončano odličje |               |  |  |           |           |
|  | Grčka                       | 13                          | 24. srpnja | Španjolska | 8               |                 |            | Za brončano odličje | Za brončano odličje |               |  |  |           |           |
|  | 22. srpnja                  | 22. srpnja                  |            | Italija    | 7               |                 | 28. srpnja | 28. srpnja          |                     |               |  |  |           |           |
|  | 22. srpnja                  | 22. srpnja                  | Italija    | Italija    | 7               | 11              | 28. srpnja | 28. srpnja          |                     |               |  |  |           |           |
|  | Francuska                   | 9                           | Italija    |            |                 | 11              | Hrvatska   | 10                  |                     |               |  |  |           |           |
|  | Francuska                   | 9                           |            | Rusija     | 1               |                 | Hrvatska   | 10                  |                     |               |  |  |           |           |
|  | Rusija                      | 12                          |            | Rusija     | 1               | Italija         | 8          |                     |                     |               |  |  |           |           |
|  | Rusija                      | 12                          |            |            |                 | Italija         | 8          |                     |                     |               |  |  |           |           |

| Pobjednici         |
| ------------------ |
| Srbija Peti naslov |

| Europska prvenstva u vaterpolu | Europska prvenstva u vaterpolu |
| --- | ------------------------------ |
| |                                |
| Budimpešta 1926. • Bologna 1927. • Pariz 1931. • Magdeburg 1934. • London 1938. • Monte Carlo 1947. • Beč 1950. • Torino 1954. • Budimpešta 1958. • Leipzig 1962. • Utrecht 1966. • Barcelona 1970. • Beč 1974. • Jonköping 1977. • Split 1981. • Rim 1983. • Sofija 1985. • Strasbourg 1987. • Bonn 1989. • Atena 1991. • Sheffield 1993. • Beč 1995. • Sevilla 1997. • Firenca 1999. • Budimpešta 2001. • Kranj 2003. • Beograd 2006. • Malaga 2008. • Zagreb 2010. • Eindhoven 2012. • Budimpešta 2014. • Beograd 2016. • Barcelona 2018. • Budimpešta 2020. • Split 2022. • Zagreb i Dubrovnik 2024. |                                |

| Europska prvenstva u vaterpolu | Europska prvenstva u vaterpolu |
| --- | ------------------------------ |
| |                                |
| Budimpešta 1926. • Bologna 1927. • Pariz 1931. • Magdeburg 1934. • London 1938. • Monte Carlo 1947. • Beč 1950. • Torino 1954. • Budimpešta 1958. • Leipzig 1962. • Utrecht 1966. • Barcelona 1970. • Beč 1974. • Jonköping 1977. • Split 1981. • Rim 1983. • Sofija 1985. • Strasbourg 1987. • Bonn 1989. • Atena 1991. • Sheffield 1993. • Beč 1995. • Sevilla 1997. • Firenca 1999. • Budimpešta 2001. • Kranj 2003. • Beograd 2006. • Malaga 2008. • Zagreb 2010. • Eindhoven 2012. • Budimpešta 2014. • Beograd 2016. • Barcelona 2018. • Budimpešta 2020. • Split 2022. • Zagreb i Dubrovnik 2024. |                                |

| Nadnevak   | 1. momčad | Ishod | 2. momčad  |
| ---------- | --------- | ----- | ---------- |
| 16. srpnja | Turska    | 1:27  | Grčka      |
|            | Hrvatska  | 15:8  | Nizozemska |
| 18. srpnja | Hrvatska  | 23:2  | Turska     |
|            | Grčka     | 12:7  | Nizozemska |
| 20. srpnja | Turska    | 5:22  | Nizozemska |
|            | Hrvatska  | 11:7  | Grčka      |

|    | Tablica    | I | Pob. | Ner. | Por. | Pos. P | Prim. P | RP  | Bodovi |
| -- | ---------- | - | ---- | ---- | ---- | ------ | ------- | --- | ------ |
| 1. | Hrvatska   | 3 | 3    | 0    | 0    | 49     | 17      | +32 | 9      |
| 2. | Grčka      | 3 | 2    | 0    | 1    | 46     | 19      | +27 | 6      |
| 3. | Nizozemska | 3 | 1    | 0    | 2    | 37     | 32      | +5  | 3      |
| 4. | Turska     | 3 | 0    | 0    | 3    | 8      | 72      | -64 | 0      |

| Nadnevak   | 1. momčad | Ishod | 2. momčad |
| ---------- | --------- | ----- | --------- |
| 16. srpnja | Rusija    | 12:6  | Slovačka  |
|            | Srbija    | 11:5  | Rumunjska |
| 18. srpnja | Rumunjska | 9:5   | Slovačka  |
|            | Rusija    | 9:11  | Srbija    |
| 20. srpnja | Srbija    | 13:5  | Slovačka  |
|            | Rusija    | 12:7  | Rumunjska |

|    | Tablica   | I | Pob. | Ner. | Por. | Pos. P | Prim. P | RP  | Bodovi |
| -- | --------- | - | ---- | ---- | ---- | ------ | ------- | --- | ------ |
| 1. | Srbija    | 3 | 3    | 0    | 0    | 35     | 19      | +16 | 9      |
| 2. | Rusija    | 3 | 2    | 0    | 1    | 33     | 24      | +9  | 6      |
| 3. | Rumunjska | 3 | 1    | 0    | 2    | 21     | 28      | -7  | 3      |
| 4. | Slovačka  | 3 | 0    | 0    | 3    | 16     | 34      | -18 | 0      |

|  | Krnja šesnaestina završnice | Krnja šesnaestina završnice |            |            | Četvrtzavršnica | Četvrtzavršnica |            |                     | Poluzavršnica       | Poluzavršnica |  |  | Završnica | Završnica |
|  |                             |                             |            |            |                 |                 |            |                     |                     |               |  |  |           |           |
|  |                             |                             |            |            | 24. srpnja      |                 |            |                     |                     |               |  |  |           |           |
|  | 22. srpnja                  |                             |            |            |                 |                 |            |                     |                     |               |  |  |           |           |
|  | Srbija                      | 8                           |            |            |                 |                 |            |                     |                     |               |  |  |           |           |
|  | Srbija                      | 8                           | Mađarska   | 12         | 26. srpnja      | 26. srpnja      |            |                     |                     |               |  |  |           |           |
|  |                             | Mađarska                    | Mađarska   | 12         | 26. srpnja      | 26. srpnja      | 5          |                     |                     |               |  |  |           |           |
|  | Nizozemska                  | Mađarska                    | 9          |            | Srbija          | 9               | 5          |                     |                     |               |  |  |           |           |
|  | Nizozemska                  | 24. srpnja                  | 9          |            | Srbija          | 9               |            |                     |                     |               |  |  |           |           |
|  | 22. srpnja                  | 22. srpnja                  |            | Hrvatska   | 7               |                 |            |                     |                     |               |  |  |           |           |
|  | 22. srpnja                  | 22. srpnja                  | Hrvatska   | Hrvatska   | 7               | 9               |            |                     |                     |               |  |  |           |           |
|  | Crna Gora                   | 15                          | Hrvatska   |            |                 | 9               | 28. srpnja | 28. srpnja          |                     |               |  |  |           |           |
|  | Crna Gora                   | 15                          |            | Crna Gora  | 7               |                 | 28. srpnja | 28. srpnja          |                     |               |  |  |           |           |
|  | Rumunjska                   | 5                           |            | Crna Gora  | 7               | Srbija          | 7 (5)      |                     |                     |               |  |  |           |           |
|  | Rumunjska                   | 5                           | 24. srpnja |            |                 | Srbija          | 7 (5)      |                     |                     |               |  |  |           |           |
|  | 22. srpnja                  | 22. srpnja                  |            | Španjolska | 7 (3)           |                 |            |                     |                     |               |  |  |           |           |
|  | 22. srpnja                  | 22. srpnja                  | Španjolska | Španjolska | 7 (3)           | 10              |            |                     |                     |               |  |  |           |           |
|  | Njemačka                    | 5                           | Španjolska | 26. srpnja | 26. srpnja      | 10              |            |                     |                     |               |  |  |           |           |
|  | Njemačka                    | 5                           |            | 26. srpnja | 26. srpnja      | Grčka           | 6          |                     |                     |               |  |  |           |           |
|  | Grčka                       | 13                          |            | Španjolska | 8               | Grčka           | 6          | Za brončano odličje | Za brončano odličje |               |  |  |           |           |
|  | Grčka                       | 13                          | 24. srpnja | Španjolska | 8               |                 |            | Za brončano odličje | Za brončano odličje |               |  |  |           |           |
|  | 22. srpnja                  | 22. srpnja                  |            | Italija    | 7               |                 | 28. srpnja | 28. srpnja          |                     |               |  |  |           |           |
|  | 22. srpnja                  | 22. srpnja                  | Italija    | Italija    | 7               | 11              | 28. srpnja | 28. srpnja          |                     |               |  |  |           |           |
|  | Francuska                   | 9                           | Italija    |            |                 | 11              | Hrvatska   | 10                  |                     |               |  |  |           |           |
|  | Francuska                   | 9                           |            | Rusija     | 1               |                 | Hrvatska   | 10                  |                     |               |  |  |           |           |
|  | Rusija                      | 12                          |            | Rusija     | 1               | Italija         | 8          |                     |                     |               |  |  |           |           |
|  | Rusija                      | 12                          |            |            |                 | Italija         | 8          |                     |                     |               |  |  |           |           |

| Pobjednici         |
| ------------------ |
| Srbija Peti naslov |

| Europska prvenstva u vaterpolu | Europska prvenstva u vaterpolu |
| --- | ------------------------------ |
| |                                |
| Budimpešta 1926. • Bologna 1927. • Pariz 1931. • Magdeburg 1934. • London 1938. • Monte Carlo 1947. • Beč 1950. • Torino 1954. • Budimpešta 1958. • Leipzig 1962. • Utrecht 1966. • Barcelona 1970. • Beč 1974. • Jonköping 1977. • Split 1981. • Rim 1983. • Sofija 1985. • Strasbourg 1987. • Bonn 1989. • Atena 1991. • Sheffield 1993. • Beč 1995. • Sevilla 1997. • Firenca 1999. • Budimpešta 2001. • Kranj 2003. • Beograd 2006. • Malaga 2008. • Zagreb 2010. • Eindhoven 2012. • Budimpešta 2014. • Beograd 2016. • Barcelona 2018. • Budimpešta 2020. • Split 2022. • Zagreb i Dubrovnik 2024. |                                |

| Europska prvenstva u vaterpolu | Europska prvenstva u vaterpolu |
| --- | ------------------------------ |
| |                                |
| Budimpešta 1926. • Bologna 1927. • Pariz 1931. • Magdeburg 1934. • London 1938. • Monte Carlo 1947. • Beč 1950. • Torino 1954. • Budimpešta 1958. • Leipzig 1962. • Utrecht 1966. • Barcelona 1970. • Beč 1974. • Jonköping 1977. • Split 1981. • Rim 1983. • Sofija 1985. • Strasbourg 1987. • Bonn 1989. • Atena 1991. • Sheffield 1993. • Beč 1995. • Sevilla 1997. • Firenca 1999. • Budimpešta 2001. • Kranj 2003. • Beograd 2006. • Malaga 2008. • Zagreb 2010. • Eindhoven 2012. • Budimpešta 2014. • Beograd 2016. • Barcelona 2018. • Budimpešta 2020. • Split 2022. • Zagreb i Dubrovnik 2024. |                                |

| Nadnevak   | 1. momčad | Ishod | 2. momčad |
| ---------- | --------- | ----- | --------- |
| 16. srpnja | Rusija    | 12:6  | Slovačka  |
|            | Srbija    | 11:5  | Rumunjska |
| 18. srpnja | Rumunjska | 9:5   | Slovačka  |
|            | Rusija    | 9:11  | Srbija    |
| 20. srpnja | Srbija    | 13:5  | Slovačka  |
|            | Rusija    | 12:7  | Rumunjska |

|    | Tablica   | I | Pob. | Ner. | Por. | Pos. P | Prim. P | RP  | Bodovi |
| -- | --------- | - | ---- | ---- | ---- | ------ | ------- | --- | ------ |
| 1. | Srbija    | 3 | 3    | 0    | 0    | 35     | 19      | +16 | 9      |
| 2. | Rusija    | 3 | 2    | 0    | 1    | 33     | 24      | +9  | 6      |
| 3. | Rumunjska | 3 | 1    | 0    | 2    | 21     | 28      | -7  | 3      |
| 4. | Slovačka  | 3 | 0    | 0    | 3    | 16     | 34      | -18 | 0      |

|  | Krnja šesnaestina završnice | Krnja šesnaestina završnice |            |            | Četvrtzavršnica | Četvrtzavršnica |            |                     | Poluzavršnica       | Poluzavršnica |  |  | Završnica | Završnica |
|  |                             |                             |            |            |                 |                 |            |                     |                     |               |  |  |           |           |
|  |                             |                             |            |            | 24. srpnja      |                 |            |                     |                     |               |  |  |           |           |
|  | 22. srpnja                  |                             |            |            |                 |                 |            |                     |                     |               |  |  |           |           |
|  | Srbija                      | 8                           |            |            |                 |                 |            |                     |                     |               |  |  |           |           |
|  | Srbija                      | 8                           | Mađarska   | 12         | 26. srpnja      | 26. srpnja      |            |                     |                     |               |  |  |           |           |
|  |                             | Mađarska                    | Mađarska   | 12         | 26. srpnja      | 26. srpnja      | 5          |                     |                     |               |  |  |           |           |
|  | Nizozemska                  | Mađarska                    | 9          |            | Srbija          | 9               | 5          |                     |                     |               |  |  |           |           |
|  | Nizozemska                  | 24. srpnja                  | 9          |            | Srbija          | 9               |            |                     |                     |               |  |  |           |           |
|  | 22. srpnja                  | 22. srpnja                  |            | Hrvatska   | 7               |                 |            |                     |                     |               |  |  |           |           |
|  | 22. srpnja                  | 22. srpnja                  | Hrvatska   | Hrvatska   | 7               | 9               |            |                     |                     |               |  |  |           |           |
|  | Crna Gora                   | 15                          | Hrvatska   |            |                 | 9               | 28. srpnja | 28. srpnja          |                     |               |  |  |           |           |
|  | Crna Gora                   | 15                          |            | Crna Gora  | 7               |                 | 28. srpnja | 28. srpnja          |                     |               |  |  |           |           |
|  | Rumunjska                   | 5                           |            | Crna Gora  | 7               | Srbija          | 7 (5)      |                     |                     |               |  |  |           |           |
|  | Rumunjska                   | 5                           | 24. srpnja |            |                 | Srbija          | 7 (5)      |                     |                     |               |  |  |           |           |
|  | 22. srpnja                  | 22. srpnja                  |            | Španjolska | 7 (3)           |                 |            |                     |                     |               |  |  |           |           |
|  | 22. srpnja                  | 22. srpnja                  | Španjolska | Španjolska | 7 (3)           | 10              |            |                     |                     |               |  |  |           |           |
|  | Njemačka                    | 5                           | Španjolska | 26. srpnja | 26. srpnja      | 10              |            |                     |                     |               |  |  |           |           |
|  | Njemačka                    | 5                           |            | 26. srpnja | 26. srpnja      | Grčka           | 6          |                     |                     |               |  |  |           |           |
|  | Grčka                       | 13                          |            | Španjolska | 8               | Grčka           | 6          | Za brončano odličje | Za brončano odličje |               |  |  |           |           |
|  | Grčka                       | 13                          | 24. srpnja | Španjolska | 8               |                 |            | Za brončano odličje | Za brončano odličje |               |  |  |           |           |
|  | 22. srpnja                  | 22. srpnja                  |            | Italija    | 7               |                 | 28. srpnja | 28. srpnja          |                     |               |  |  |           |           |
|  | 22. srpnja                  | 22. srpnja                  | Italija    | Italija    | 7               | 11              | 28. srpnja | 28. srpnja          |                     |               |  |  |           |           |
|  | Francuska                   | 9                           | Italija    |            |                 | 11              | Hrvatska   | 10                  |                     |               |  |  |           |           |
|  | Francuska                   | 9                           |            | Rusija     | 1               |                 | Hrvatska   | 10                  |                     |               |  |  |           |           |
|  | Rusija                      | 12                          |            | Rusija     | 1               | Italija         | 8          |                     |                     |               |  |  |           |           |
|  | Rusija                      | 12                          |            |            |                 | Italija         | 8          |                     |                     |               |  |  |           |           |

| Pobjednici         |
| ------------------ |
| Srbija Peti naslov |

| Europska prvenstva u vaterpolu | Europska prvenstva u vaterpolu |
| --- | ------------------------------ |
| |                                |
| Budimpešta 1926. • Bologna 1927. • Pariz 1931. • Magdeburg 1934. • London 1938. • Monte Carlo 1947. • Beč 1950. • Torino 1954. • Budimpešta 1958. • Leipzig 1962. • Utrecht 1966. • Barcelona 1970. • Beč 1974. • Jonköping 1977. • Split 1981. • Rim 1983. • Sofija 1985. • Strasbourg 1987. • Bonn 1989. • Atena 1991. • Sheffield 1993. • Beč 1995. • Sevilla 1997. • Firenca 1999. • Budimpešta 2001. • Kranj 2003. • Beograd 2006. • Malaga 2008. • Zagreb 2010. • Eindhoven 2012. • Budimpešta 2014. • Beograd 2016. • Barcelona 2018. • Budimpešta 2020. • Split 2022. • Zagreb i Dubrovnik 2024. |                                |

| Europska prvenstva u vaterpolu | Europska prvenstva u vaterpolu |
| --- | ------------------------------ |
| |                                |
| Budimpešta 1926. • Bologna 1927. • Pariz 1931. • Magdeburg 1934. • London 1938. • Monte Carlo 1947. • Beč 1950. • Torino 1954. • Budimpešta 1958. • Leipzig 1962. • Utrecht 1966. • Barcelona 1970. • Beč 1974. • Jonköping 1977. • Split 1981. • Rim 1983. • Sofija 1985. • Strasbourg 1987. • Bonn 1989. • Atena 1991. • Sheffield 1993. • Beč 1995. • Sevilla 1997. • Firenca 1999. • Budimpešta 2001. • Kranj 2003. • Beograd 2006. • Malaga 2008. • Zagreb 2010. • Eindhoven 2012. • Budimpešta 2014. • Beograd 2016. • Barcelona 2018. • Budimpešta 2020. • Split 2022. • Zagreb i Dubrovnik 2024. |                                |